# Montabaur
 Montabaur  je německé město s historickým jádrem a barokním zámkem v pohoří Westerwald vzdálené 27 km na severovýchod od Koblenze. Je sídlem okresu Westerwald v německé spolkové zemi Porýní-Falc. Město je dopravně dostupné po dálnici A3 a nádraží je zastávkou rychlovlaků ICE.

## Historie
První zmínka o dané lokalitě je z roku 959 a hovoří o zdejším kastelu Humbach (latinsky castellum Humbacense) v místě dnešního zámku. Od 11. století byl hrad s vesnicí a okolním územím Westerwaldu majetkem trevírského arcibiskupství. Vznik města pojmenovaného Montabaur je spojen s návratem trevírského arcibiskupa Dietricha von Wieda (Theoderich II. von Wied) z křížové výpravy do Svaté země. Dietrich von Wied se inspiroval určitou podobností kopce, na němž kdysi stával hrad Humbach, s biblickou horou Tábor v Galileji a po svém návratu v roce 1217 zde nechal vybudovat sídlo Montabaur. Arcibiskup Theoderich II. pojmenoval hradní vrch Mons Tabor, obnovený hrad je ve zmínce z roku 1227 uváděn jako Muntabur. V roce 1291 římský král Rudolf I. Habsburský udělil Montabauru společně s dalšími sídly Welschbilligem, Mayenem, Bernkastelem a Saarburgem městská práva.

## Partnerská města
- Tonnerre, Francie
- Brackley, Spojené království
- Sebnitz, Německo
- Fredericksburg, Texas, USA